# 藤井昌宏
藤井 昌宏（ふじい まさひろ、10月23日 - 、O型、さそり座）は、J.C.STAFF所属のアニメーター、キャラクターデザイナー。山口県出身。
代々木アニメーション学院卒業。

## 主な作品

### テレビアニメ
1997年
- 少女革命ウテナ（動画）

1998年
- 魔術士オーフェン（動画・原画）
- 彼氏彼女の事情（絵コンテ・作画監督・原画）

1999年
- 逮捕しちゃうぞ Special（原画)
- 魔術士オーフェン Revenge（原画）
- エクセル・サーガ（原画）

2003年
- ななか6/17（OP原画）
- まぶらほ（総作画監督・作画監督・原画・OP原画）

2005年
- まほらば〜Heartful days（キャラクターデザイン・総作画監督・作画監督・原画）
- 極上生徒会（作画監督・原画）
- 奥さまは魔法少女（作画監督）
- 灼眼のシャナ（総作画監督・作画監督・OP原画）
- かりん（原画）

2006年
- スクールランブル 二学期（原画）
- ゼロの使い魔（キャラクターデザイン・総作画監督・作画監督・OP作画監督）
- あさっての方向。（作画監督・原画）
- ゴーストハント（原画）

2007年
- のだめカンタービレ（原画）
- ゼロの使い魔 〜双月の騎士〜（キャラクターデザイン・総作画監督・プロップデザイン）
- 灼眼のシャナII -Second-（総作画監督）

2008年
- ゼロの使い魔 〜三美姫の輪舞〜（キャラクターデザイン・総作画監督・プロップデザイン）

2009年
- ハヤテのごとく!!（第2作）（キャラクターデザイン・総作画監督）
- とある科学の超電磁砲（総作画監督・作画監督・OP作画監督補）

2010年
- オオカミさんと七人の仲間たち（作画監督・原画）

2011年
- 夢喰いメリー（キャラクターデザイン・総作画監督・作画監督）
- 神様のメモ帳（作画監督・原画）
- 灼眼のシャナIII -Final-（OP原画）

2012年
- ゼロの使い魔F（キャラクターデザイン・総作画監督）
- アルカナ・ファミリア -La storia della Arcana Famiglia-（OP原画）
- さくら荘のペットな彼女（キャラクターデザイン・作画監督・OP/ED作画監督）

2013年
- ゴールデンタイム（総作画監督・作画監督・原画）

2015年
- 下ネタという概念が存在しない退屈な世界（キャラクターデザイン・総作画監督）

2016年
- ヘヴィーオブジェクト（総作画監督）
- ふらいんぐうぃっち（総作画監督）
- タブー・タトゥー（作画監督・総作画監督）
- Lostorage incited WIXOSS（総作画監督）

2017年
- スクールガールストライカーズ Animation Channel（作画監督）
- アリスと蔵六（作画監督・総作画監督、ED作画監督）
- UQ HOLDER! 〜魔法先生ネギま!2〜（キャラクターデザイン・総作画監督・OP作画監督・ED作画監督）

2018年
- 殺戮の天使（作画監督・総作画監督）

2019年
- デート・ア・ライブIII（総作画監督）

2020年
- ミュークルドリーミー（総作画監督）
- ダンジョンに出会いを求めるのは間違っているだろうかII（作画監督・総作画監督）

2021年
- 戦闘員、派遣します!（総作画監督）
- BLUE REFLECTION RAY/澪（作画監督）
- 現実主義勇者の王国再建記（総作画監督）
- マブラヴ オルタネイティヴ（原画）

2023年
- 異世界はスマートフォンとともに。2（総作画監督）
- 贄姫と獣の王（総作画監督）
- 七つの魔剣が支配する（総作画監督）

2024年
- Lv2からチートだった元勇者候補のまったり異世界ライフ（総作画監督）
- 株式会社マジルミエ（キャラクターデザイン）
- 魔法使いになれなかった女の子の話（作画監督・総作画監督）
- 魔王2099（作画監督）

2025年
- ハニーレモンソーダ（作画監督・総作画監督）

### 劇場アニメ
1997年
- スレイヤーズぐれえと（動画）

1998年
- スレイヤーズごぅじゃす（動画）

2000年
- 人狼 JIN-ROH（動画）

2007年
- 劇場版 灼眼のシャナ（作画監督補佐・原画）

### OVA
1997年
- それゆけ!宇宙戦艦ヤマモト・ヨーコII（動画）

1998年
- 紺碧の艦隊（動画）
- 旭日の艦隊（動画）
- でたとこプリンセス（動画）

2001年
- エイリアン9（原画）

2006年
- 灼眼のシャナSP『恋と温泉の校外学習!』（アイキャッチ原画）

2009年
- ハヤテのごとく!! OVA『アツがナツいぜ 水着編!』（キャラクターデザイン・作画監督）

2019年
- まじもじるるも 完結編（総作画監督・作画監督（前編））